# カルディセリクム門
カルディセリクム門（-もん、Caldisericota）は、2009年に提唱された細菌の門である。
この分類群は、長野県の小谷村温泉から発見された、Caldisericum exile（カルディセリクム・エクシーレ; ラテン語で「細い、熱いところにある絹」の意）に対して提唱されたものである。2011年現在、この種以外に正式に記載されている種は無い。C. exileは、従来OP5と呼ばれた、温泉環境などに存在する未培養微生物の最初の培養株と考えられている。
タイプ種であるC. exile以外の生態ははっきりとしないが、この種は鞭毛をもつ糸状のグラム陰性、チオ硫酸塩を還元する化学合成従属栄養細菌で、およそ65°Cに至適増殖温度を持つ。